# 이가환
이가환(李家煥, 1742년 ∼ 1801년 3월 24일)은 조선 후기의 유학자로 종조부 성호 이익의 학풍을 잇는 대학자로 정조로부터 ‘정학사(貞學士)’라 불리며 총애를 받았다. 문장 대가이며 천문학과 수학등에 능통하였고 유학과 서학등 두루 여러학문에 막힘이 없어 당대 제일의 천재로 소문난 학자였다. 조선 최초의 세례 교인 이승훈의 외숙부가 된다. 조선 천주교회의 창설 주역인 이벽과 토론후 천주교에 대해 호감을 갇고 한때 천주교에도 대해 깊은 관심을 가졌다. 그러나 1791년 신해박해 이후 천주교 탄압에 앞장섰던 사실과 세례명이 없는 점등으로 볼때 정식 입교 여부는 불분명하다.
이가환의 종조부(從祖父)중 한사람인 이잠(李潛 1660∼1706)이 숙종 때 노론을 공격하다 처형당한 사건이 있었는데 이런 집안 내력때문에 두고두고 노론의 집중 공격대상이 되었다. 채제공(蔡濟恭)의 후계자로 지목 될 만큼 정치적 위상이 높았으나, 서인의 공격, 남인의 내분, 천주교와의 악연 등으로 정치적 비운을 많이 겪었다. 그를 변호해주던 정조가 죽은 후 벌어진 신유박해 때 천주교를 신봉했다는 전력이 빌미가 되어 고문받다가 옥사했다.

## 생애

### 어린 시절
한성부 서부 황화방(皇華坊)에서 태어났다. 본관은 여주. 자 정조(廷藻). 호 금대(錦帶) ·정헌(貞軒)이다. 아버지는 이용휴이며, 어머니는 류헌장의 딸이다. 이가환은 조선 최초의 세례 천주교인 이승훈의 외숙이다. 이가환은 종조부(從祖父) 성호 이익의 문하에서 수학하며 성호학파의 명맥을 잇는 대학자로 인정받았다. 학문적 교우로는 정약용·이벽·권철신 등 초기 천주교 신자가 많았다. 남인에 속하는 안정복 등과 가까이 지내면서 서양학문등 새로운 학문연구에도 노력하였다.
이가환은 당대 제일의 천재로 알려져 있는데, 그 시대의 천재의 반열에 속하는 정약용은 이가환에 대해 "귀신이 아닌가 의심할 정도였다"는 표현을 사용한 적이 있다. 17세의 나이에 진사시험에 합격한 수재였던 황사영도 이가환에 대해 "읽지 않은 책이 없었고 기억력은 신과 같았다."라고 평가했다. 학자군주를 자처하던 정조도 이가환의 박학다식함에 감탄하여 그를 총애했으며 채제공을 이을 남인의 후계자로 보았다. 1771년(영조 47) 진사시, 1777년(정조 1) 문과에 급제하였으며, 여러 관직을 거쳐 대사성, 개성유수, 공조판서에 올랐다.

### 가문의 내력
10대조 이계손은 벼슬이 병조 판서, 그 뒤 5대조 이상의는 의정부 좌찬성에 이르렀다. 이가환의 증조부 이하진은 홍문관 제학을 지냈는데 1680년 경신환국 때 집권한 서인들에 의해 유배를 가서 2년뒤에 죽었다. 순종실록에 "이때에 이르러 분한 마음에 가슴이 답답해하다가 죽었다"고 기록할 정도로 억울한 죽음이었다. 종조부(從祖父) 이잠은 1706년(숙종 32) 때 세자 경종(景宗)을 보호할 목적으로 노론을 공격하는 상소를 올렸다가 장살당하였다.
형 이잠의 비참한 죽음을 지켜본 조선후기 대표적인 실학자 성호 이익(李瀷)은 평생 벼슬을 포기하고 선영이 있는 안산 첨성촌의 성호라는 호숫가 근처로 은거하며 학문 연마와 제자 양성에 힘썼다. 이가환의 아버지 이용휴는 진사시에 합격한 후 대과에 응시하지 않았다. 벼슬에 뜻이 없었을 뿐만 아니라 집안내력으로 인해 남인 중에서도 노론이 가장 싫어하는 가문이었기에 노론이 집권한 이상 급제할 가능성은 없었기 때문이다. 정조때에 이르러 이가환이 출사하자 집권 노론은 이런 가문의 내력을 가진 이가환을 위험인물로 낙인찍었고 이후 지속적으로 그를 공격했다.

### 천주교와 인연
북경에서 조선인 최초로 세례를 받은 조카 이승훈이 많은 천주교 서적을 가지고 1784년(정조 8년) 귀국한후, 이가환과 교류하던 이벽, 권철신, 정약용등이 천주교인이 되자 그 영향을 받아 천주학을 접하였다. 이벽이라는 자가 이가환에게 천주교를 소개하며 입교를 권했다. 이벽은 이가환을 입교시키기 위해 노력했다. 이가환이 남인을 이끌고 있었기에 그의 입교는 남인 사이에 상당한 영향을 미칠 것이기 때문이었다. 그러나 천주교를 반대했던 이가환은 이벽과 격렬한 논쟁을 벌였는데, 토론후 도리어 천주교에 호감을 갖게 되었다. 이벽으로부터 서학 입문서와 『성년광익(聖年廣益)』 등을 빌려 탐독하였으며 천주교도들과 자주 교제하면서 교회일에 협력하고 열심히 하였으므로 반대파로부터 사교(邪敎)의 교주라는 말까지 들을 정도였다. 그러나 세레명이 없는 것 등으로 보아 정식입교 여부는 불분명하다.
천주교에 대한 탄압이 시작되자 교리연구를 중단하였고 1791년 신해박해 이후 광주 부윤으로 재직하며 천주교를 배척하는 내용의 가사 《경세가(警世歌)》를 지어 전파하면서까지 적극적으로 천주교를 탄압하였다. 1795년 을묘박해 때 청나라의 주문모 신부가 몰래 입국한 사건으로, 모함을 받고 충주 목사로 좌천되었다. 그러나 충주목사로 있으면서 여전히 천주교인에 대한 탄압, 배척하면서 자신에게 씌어진 공격의 빌미를 벗기위해 노력했다.

### 신유박해

#### 정치보복
정조사후에  11세의 어린나이로 순조가 즉위하자 영조의 계비 정순왕후의 수렴청정으로 노론 벽파가 정권을 장악하였다. 이후 벽파가 정순왕후를 움직이면서 사학엄금을 명분으로 남인과 시파에 대한 숙청작업을 시작했다. 1801년 1월 10일, 정순왕후는 천주교 엄금에 관해 하교를 통해 위반자를 역률로 처벌하라는 엄명을 전국에 내렸다. 정순왕후는 사도세자 제거에 앞장섰고 정조의 즉위를 반대했었기에 정조가 즉위한후 집안은 몰락했고 오라비 김귀주가 귀양지에서 사망하며 정조와는 원수지간이었다. 이런 정순왕후의 목표는 정조 재위기에 성장한 남인 세력 정계에서 몰아내고 재기하지 못하도록 박멸하는 것이었다. 선왕 정조는 집권세력인 노론 벽파를 견제하기 위해서 남인을 중용하며 탕평책을 펼쳐었다. 정조가 총애했던 진보적인 남인 소장파들이 서학에 관심을 두고 천주교에 가까운 자가 많았으니 이는 좋은 명분이 되었다.

#### 남인숙청
최우선적인 목표는 선왕 정조의 총애를 받던 이가환, 권철신, 정약용 3인의 제거에 있었다. 이가환과 권철진은 채제공 사후에 남인을 이끌고 있었고 정약용은 남인을 이끌 차세대 주자였기 때문이다. 특히 이가환은 반드시 죽여야 했는데, 이는 이가환의 가문이 조상때부터 있었던 노론 벽파와의 악연 때문이었다. 노론이 가장 기피하는 인물인 이가환은 당대에 제일가는 천재로 박학다식함이 동서양의 학문에 막힘이 없었고 정조의 총애를 받으며 요직을 두루거쳤고, 정조가 생전에 오회연교(五晦筵敎)를 통해 이가환을 재상으로 등용하겠다는 뜻을 내비친적이 있었다. 이가환이 1791년 진산사건 직후 배교하며 천주교 탄압에 앞장섰다는 사실을 노론 벽파도 알고 있었으나 이는 중요하지 않았다. 노론 벽파가 원했던 것은 이가환이 천주교를 버렸다는 증거가 아니라 그의 목숨이었다. 이가환과 권철신은 모진 고문 받고 단식한 지 6~7일만인 1801년(순조 1년) 3월 24일에 옥사하였다. 시신은 목을 벤후 길거리에 버려졌다.

### 유산
정조로부터 ‘정학사(貞學士)’라 호칭될 만큼 대학자였다. 채제공을 잇는 남인 시파계의 대가로 문장에도 능했으며 필법이 뛰어났다. 천문학과 수학에 밝아 일식 ·월식이나 황도 ·적도의 교차 각도를 계산하고, 지구의 둘레와 지름에 대한 계산을 도설로 제시할 수 있을 만큼 정밀한 수준에 이르렀다. 신유박해 당시 "내가 죽으면 이 나라에 수학의 맥이 끊어지겠다"는 말을 남겼다.
정조는 그의 재능을 아꼈고 성균관 대사성에 임명하여 유생들을 가르치게 하였으나 노론의 공격으로 뜻을 이루지 못했다. 또한 실학자 정약용은 그의 학문에 깊은 영향을 받았다. 저서로 《금대관집(錦帶館集)》이 있었는데 현존하지 않는다. 그의 문집으로 현재 남아 있는 것은 4권 4책의 ≪시문초 詩文艸≫, 2권 1책의 ≪금대시문초 錦帶詩文艸≫등이 있고, 수록(隨錄)형식의 ≪동패낙송속집 東稗洛誦續集≫과 ≪기전고 箕田考≫, ≪금대전책 錦帶殿策≫등이 전한다.

## 경력
1771년(영조 47년), 30세 : 소과(小科) 생원시와 진사시에 모두 합하여 진사(進士)가 됨
1777년(정조 1년), 36세 : 문과(文科) 과거시험에 을과(乙科)로 급제함
1778년(정조 2년), 37세 : 문신 제술에 수석하여 6품(참상관 품계)에 오름
1780년(정조 4년), 39세 : 종6품 비인 현감
1781년(정조 5년), 40세 : 정5품 예조 정랑, 종4품 사헌부 지평
1785년(정조 9년), 44세, : 정3품 병조 참지 (당상관), 정3품 사간원 대사간, 정3품 승정원 동부승지
1787년(정조 11년), 46세 : 정3품 정주 목사
1791년(정조 15년), 50세 : 종2품 광주 부윤
1792년(정조 16년), 51세 : 정3품 성균관 대사성, 종2품 개성 유수, 정3품 승정원 좌부승지, 우승지
1793년(정조 17년), 52세 : 종2품 형조 참판, 성균관 대사성
1794년(정조 18년), 53세 : 정3품 승정원 좌승지
1795년(정조 19년), 54세 : 정2품 공조 판서, 정3품 충주 목사
1797년(정조 21년), 56세 : 정2품 오위도총부 도총관, 정2품 한성부 판윤
1800년(정조 24년), 59세 : 종3품 대호군, 정조 사후 노론 벽파 세력에게 서학(西學)의 괴수로 지목되어 탄핵됨
1801년(순조 1년), 60세 : 2월에 하옥되어 국문을 받고 3월 24일에 옥중에서 단식 끝에 사망

## 가족 관계
- 증조부 : 이명진(李明鎭, 1641년 ~ 1696년), 증 좌승지
- 친증조부 : 이하진(李夏鎭, 1628년 ~ 1682년), 호조참판, 이침과 이익의 친부
  - 조부 : 이침(李沈, 1671년 ~ 1713년), 증 이조참판, 성호 이익(李瀷, 1681 ~ 1763)의 친형, 숙부 이명진의 양자로 입양됨
    - 부 : 이용휴(李用休, 1708년 ~ 1782년), 호 혜환(惠寰). 생원, 증 이조판서
    - 모 : 진주( 州) 류씨(柳), 참의 류헌장(柳憲章)의 딸
      - 본인 : 이가환(李家煥, 1742년 ∼ 1801년)
      - 부인 : 해주(海州) 정씨(鄭氏), 판서 정운유(鄭運維)의 딸
        - 아들 : 이재적(李載績, ? ~ 1811년), 양자. 성호 이익의 손자인 종조형 생원 이구환(李九煥, 1731년 ~ 1784년)의 아들
        - 며느리 : 전주 이씨, 이반(李磐)의 딸
          - 첫째손자 : 이시석(李是_)[39]
            - 증손자1 : 이치룡(李治龍)
              - 고손자 : 이종헌(李鍾憲, 1851년 ~ 1898년), 양자. 이창환(李昌煥)의 증손자 이방영(李邦永)의 아들
                - 현손자1 : 이덕구(李德九), 출계. 이잠(李潛, 1660년 ~ 1706년)의 장손으로 입적
                - 현손자2 : 이석구(李錫九)
                  - 내손자 : 이필기(李弼琦)
                    - 곤손자 : 이오형(李旿衡)

            - 증손자2 : 이치봉(李治鳳), 출계. 이구환의 손자 이시알(李是钀)의 양자로 입적

          - 둘째손자 : 이시자(李是鎡)
          - 셋째손자 : 이시현(李是鑦)

        - 첫째딸 : 여주 이씨(李氏, 1779년 ~ 1790년)
        - 첫째사위 : 권구(權耈), 탄옹(炭翁) 권시(權諰, 1604년 ~ 1672년)의 후손
        - 둘째딸 : 여주 이씨
        - 둘째사위 : 이방억(李龐億), 복암(茯菴) 이기양(李基讓, 1744년 ~ 1802년)의 아들

      - 첫째매형 : 허만(許晚)
      - 둘째매형 : 의주부윤 이동욱(李東郁), 본관 평창(平昌)
        - 외조카 : 이승훈(李承薰, 1756년 ~ 1801년), 한국 최초의 천주교 세례자

      - 셋째매형 : 신희연(申熹淵)
      - 넷째매형 : 이응훈(李應薰)
      - 다섯째매형 : 강순흠(姜舜欽)

## 이가환이 등장한 작품
- 《소설 목민심서》(KBS, 2000년~2000년, 배우:한인수)

## 저서
- 《기전고》
- 《금대유고》
- 《물보》

## 같이 보기
- 신유박해
- 남인